# Ngô Ích Bích
Ngô Ích Bích – wietnamski zapaśnik w stylu wolnym.
Srebrny medalista igrzysk i złoty mistrzostw Azji Południowo-Wschodniej z 1997 roku.